# 2024年台灣蘇丹紅事件
2024年台灣，有民眾檢舉濟生股份有限公司的調味料含有蘇丹紅。地方衛生局隨後追查，向上追溯到保欣企業有限公司，與李彥廷成立的多家貿易商。衛生局也發現保欣企業的蘇丹紅已流入多家下游業者，全台多項產品因而受害。保欣公司與李彥廷隨後分別遭新北地檢署和高雄地檢署起訴，濟生公司也因偽造檢驗紀錄而被裁罰。

## 起源
2018年起，台灣商人李彥廷以親友名義在台灣成立十家公司，分為貿易（津棧，杰展，佳廣，廣元，釜山）、加工製造（海順）、電商銷售（初衣食伍）；同時在中國成立一家食品公司「龍海同記食品公司」，再從中國農村收購辣椒粉混料加工後分配到台灣十間公司。這11家公司於2018年陸續被檢出蘇丹紅，為規避檢查，變更以香港人頭公司名義繼續進行進貨。這些蘇丹紅之後出貨給保欣企業，保欣企業則再出貨給濟生公司。
2024年初，有民眾檢舉濟生公司斗六廠製售的家用四合一調味料組合中，細粉紅辣椒含有蘇丹紅，隨後食藥署、衛生局持續追查，發現上游貿易商保欣企業有限公司自中國大陸河南省三禾藥業有限公司進口的紅辣椒原料檢出蘇丹色素三號，且已流向多家下游業者，並製成各種調味料、湯粉，導致零嘴蝦味先、豬肉乾等全受害。

## 經過
2024年2月19日，中華民國高雄市政府衛生局於下午接獲雲林縣衛生局通知，所轄濟生股份有限公司斗六廠出品辣椒粉檢出蘇丹紅色素3號，分別流入臺北市、新北市、桃園市、台中市、台南市、雲林縣、宜蘭縣、屏東縣及高雄市，其中流入的高雄市流向裕榮食品股份有限公司，製成「蝦味先香辣口味」餅乾，現場已無不合格原料，衛生局責令業者通知下游下架。
高雄市衛生局抽驗後，津棧、佳廣、海順等家族關係企業亦接連被查出進口蘇丹紅辣椒粉，且高市衛生局查出津棧、佳廣等11家家族關係企業有諸多違規事證，除依法開罰外，鑑於違規情節重大，於11日宣布予以撤照。另外台南市政府衛生局查獲葛瑞特洋菜企業有限公司辣椒粉原料一批不合格，違規品項持續由地方政府衛生局監督業者進行下架作業。
據統計累計下架24批不合格產品。食藥署透過新聞稿公布最新回收數量，截至2024年3月19日，共計下架及封存辣椒粉及其產品53萬7238.2公斤。

## 影響
2024年2月高雄市衛生局追查發現雲林縣濟生公司斗六廠生產含有致癌物蘇丹紅色素3號的辣椒粉，有8公斤流向生產零嘴「蝦味先」的高雄市裕榮食品股份有限公司，業者已製成在今年1月至2月初製成香辣口味的蝦味先，產品共3萬1208.65公斤，分裝成60公克、80公克、115公克及300公克4種包裝，共36萬6841包，僅1300多包庫存，其餘都已流向賣場通路，衛生局已責令業者通知全國各下游通路緊急下架回收。
2024年3月速食連鎖餐廳頂呱呱表示，他們的供應商已經提供相關檢驗報告佐證，都沒有檢出「蘇丹色素原料」，但為了更加保障消費者的食安，頂呱呱針對可能有疑慮的品項也正在自行送檢中，而且即日起胡椒粉、辣椒粉、椒麻粉全面暫停供應，等待自行檢驗的報告合格後再恢復供應。

## 法律偵辦
李彥廷在被高雄地檢署偵辦期間，趁機與妻子吳克敏離婚，並在吳住處私藏2000萬元現金，頻繁提領相關人帳戶內款項及移轉財產，還將保時捷名車寄存在某醫師女密友名下。高雄地檢署同時查扣李名下1億三千多萬資產，衛生局並依法開罰8172萬元。檢調統計，李近5年靠蘇丹紅辣椒粉，不法獲利約4000萬元，已向法院聲請沒收，並建請法院科以12億元罰金。5月9日，高雄地檢署起訴李彥廷，要求法院從重量刑、並科處李彥廷的公司12億元罰金。
4月29日，新北地檢署起訴保欣公司及公司負責人劉慶士。
2月26日，雲林地檢署證實濟生公司曾將紅辣椒粉原料送SGS檢驗、並發現該原料含有蘇丹紅，卻偽造檢驗報告。因此聲請濟生研發人員羈押禁見、同時對公司負責人等交保。臺北市政府衛生局則對濟生公司多次開罰，截至為5月8日止共344萬元。

## 各方反應
2024年3月，中华民国行政院食品安全办公室主任许辅就台湾爆发苏丹红事件回应称，苏丹红与咖啡、茶同属第三类致癌物，无需过于恐慌。此说法遭医师苏一峰批评称苏丹红仅为第三类致癌物是因缺乏人体数据相关研究，不可相提并论。稍後許輔表示說明不夠詳細致歉

## 資料來源
1. 1 2  黃佳琳. . 自由時報. 高雄. 2024-03-10  [2024-05-10]. 原始内容存档于2024-03-10.
2. 1 2  數位內容部. . 今週刊. 2024-05-09.
3. ↑  . Yahoo奇摩顧健康 (Yahoo奇摩顧健康). 2024-03-11  [2024-05-10]. （原始内容存档于2024-03-11）.
4. ↑  林巧璉. . 中央社 (高雄). 2024-02-20  [2024-05-10]. （原始内容存档于2024-03-06）.
5. ↑  沈佩瑤. . 台北: 中央社. 2024-03-20.
6. ↑  王勇超; 林佳彣. . 聯合新聞網 (高雄: 聯合報). 2024-02-21. （原始内容存档于2024-05-11）.
7. ↑  . 台視新聞網. 2024-03-08.
8. ↑  張議晨. . 聯合新聞網 (高雄: 聯合報). 2024-02-21. （原始内容存档于2024-05-18）.
9. ↑  
王定傳. . 自由時報電子報 (新北: 自由時報). 2024-04-29  [2024-06-22]. （原始内容存档于2024-05-07）.
10. ↑  
編輯部. . 食力 foodNEXT. 2024-02-27  [2024-06-22]. （原始内容存档于2024-06-22）.
11. ↑  
臺北市政府衛生局. . 臺北市政府衛生局. 2024-05-08. （原始内容存档于2024-06-22）.
12. ↑  . 中时新闻网. 2024-03-08  [2024-03-12]. （原始内容存档于2024-03-12）.
13. ↑  . 民視新聞網. 2024-03-09  [2024-03-12].